# 柯尼希斯武斯特豪森
柯尼希斯武斯特豪森（德語：Königs Wusterhausen，發音：[ˈkøːnɪçs vʊstɐˈhaʊzn̩, ˈkøːnɪk-] ⓘ，發音：[ˈparsk]）是德国勃兰登堡州达默-施普雷瓦尔德县的城市，面积96.04平方千米，2023年12月31日人口为39,096人。

## 友好城市
柯尼希斯武斯特豪森共与四座城市结为友好城市关系：
- 捷克 普日布拉姆（1974年9月）
- 德国 柏林施泰格利茨-采伦多夫区（1988年11月）
- 德国 下萨克森州希夫多夫（1991年5月）
- 美国 田纳西州日耳曼敦（英语：Germantown (Tennessee)）（1994年9月）

此外，柯尼希斯武斯特豪森还与下列城市建立了友好联系：
- 德国北莱茵-威斯特法伦州许克斯瓦根